# Barbara O'Neil
Barbara O'Neil (St. Louis, Missouri, 17 de julho de 1910 – Greenwich, Connecticut, 3 de setembro de 1980) foi uma actriz estadunidense, mais conhecia por sua performance no filme Gone with the Wind (título BR: E o vento levou), de 1939, em que interpretou Ellen O'Hara, mãe da protagonista da trama, Scarlett O'Hara, vivida pela atriz inglesa Vivien Leigh. O desempenho no filme All This, and Heaven Too (título BR: Tudo Isso e o Céu Também), em 1940, rendeu-lhe a indicação ao Oscar de Melhor Atriz Coadjuvante. Neste filme ela contracenou com Bette Davis.
A atriz estreou na Broadway em 1930 e fora para Hollywood em 1937, ano em que ocorreu sua estreia no cinema, no filme Stella Dallas (título BR: Stella Dallas - Mãe redentora). Neste filme ela contracenou com Hattie McDaniel, quem encontraria dois anos mais tarde em E o vento levou.

## Filmografia
1937
- Stella Dallas, como Helen Morrison Dallas

1938
- Love, Honor and Behave, como Sally Painter
- The Toy Wife, como Louise Brigard
- I Am the Law, como Jerry Lindsay

1939
- The Sun Never Sets, como Helen Randolph
- When Tomorrow Comes, como Madeleine Chagal
- Tower of London, como Koningin Elyzabeth
- Gone with the Wind, como Ellen O'Hara

1940

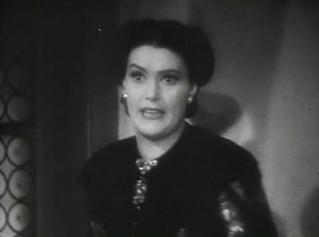
Barbara O'Neil em Tudo Isso e o Céu Também (1940)

- All This, and Heaven Too, como Hertogin de Praslin

1941
- Shining Victory, como Miss Leeming

1948
- Secret Beyond the Door…, como Miss Robey
- I Remember Mama, como Jessie Brown

1949
- Whirlpool, como Theresa Randolph

1952
- Angel Face, como Mrs. Catherine Tremayne

1956
- Flame of the Islands, como Mrs. Duryea

1959
- The Nun's Story, como Moeder Didyma